# España en los Juegos Olímpicos de Albertville 1992
España estuvo representada en los Juegos Olímpicos de Albertville 1992 por una delegación de 18 deportistas (13 hombres y  5 mujeres) que participaron en 4 deportes: esquí acrobático, esquí alpino, esquí de fondo y luge. La portadora de la bandera en la ceremonia de apertura fue la esquiadora Blanca Fernández Ochoa.
Responsable del equipo olímpico fue el Comité Olímpico Español (COE). El equipo nacional obtuvo su segunda medalla en unos Juegos Olímpicos de invierno: el tercer puesto y medalla de bronce de Blanca Fernández Ochoa en la prueba de eslalon.

## Medallas
El equipo olímpico español consiguió durante los Juegos las siguientes medallas:
| Nombre                 | Deporte      | Competición | Fecha         |
| ---------------------- | ------------ | ----------- | ------------- |
| Oro                    |              |             |               |
| —                      |              |             |               |
| Plata                  |              |             |               |
| —                      |              |             |               |
| Bronce                 |              |             |               |
| Blanca Fernández Ochoa | Esquí alpino | Eslalon     | 20 de febrero |

### Por deporte
| Evento       | Oro | Plata | Bronce | Total |
| ------------ | --- | ----- | ------ | ----- |
| Esquí alpino | 0   | 0     | 1      | 1     |
| TOTAL        | 0   | 0     | 1      | 1     |